# DN79-es főút (Románia)

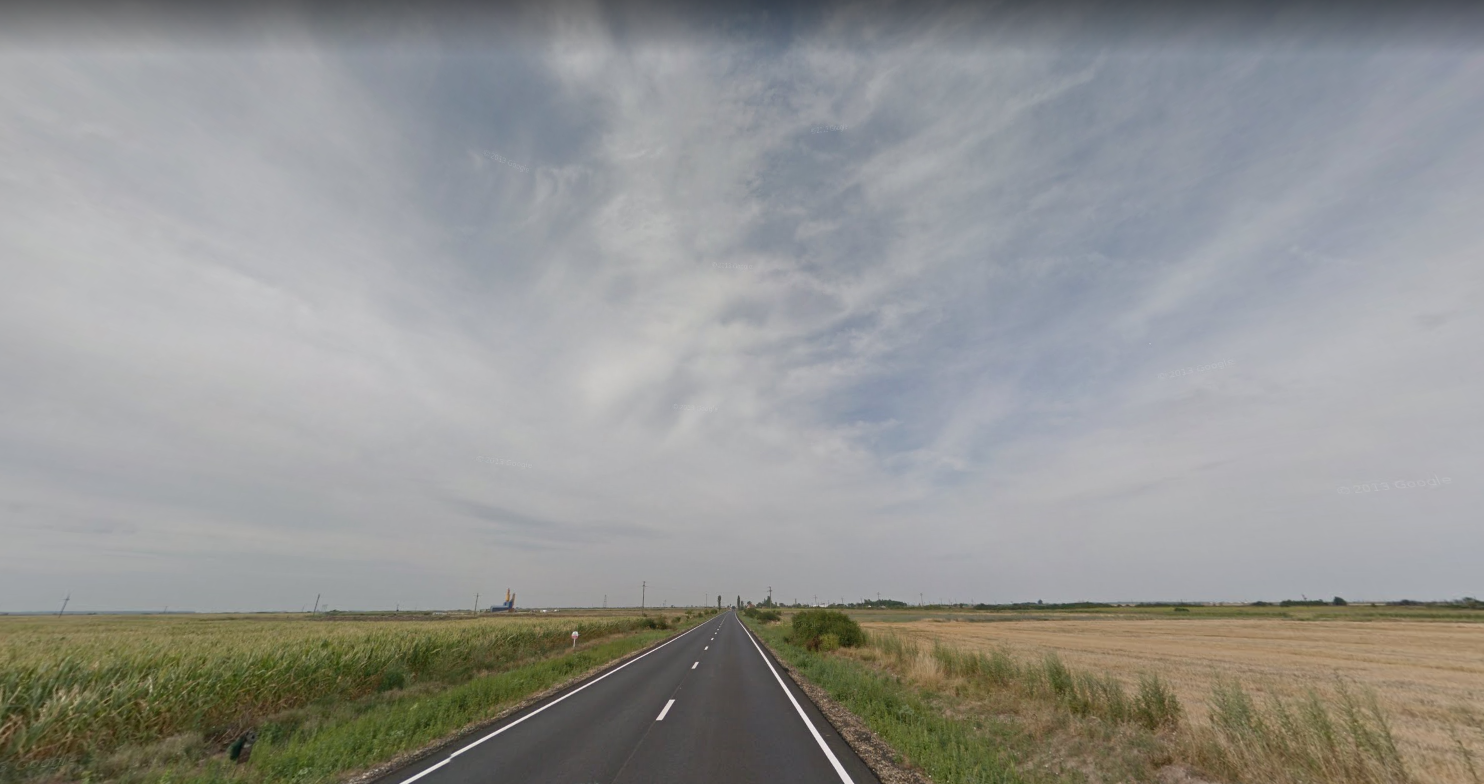
A főút valahol Nagyszalonta és Illye között.

A DN79-es főút Romániában, Aradot köti össze Nagyváraddal, része az E671-es európai útnak.
Hosszúsága 115,915 kilométer. Arad megyei részének kezelését a nemzeti közúti infrastruktúrát kezelő cég (CNAIR) temesvári igazgatósága végzi, a Bihar megyei rész a kolozsvári igazgatósághoz tartozik.
Az út karbantartására 2008. decemberben írták alá a szerződést az olasz Astaldi céggel, a munkálatok 2009. februárban kezdődtek el. A karbantartást forráshiány miatt 2013-ban és 2014-ben is felfüggesztették, és csak 2016. áprilisban folytatták. Közben az Astaldi több pert indított, amelyben 29 igényt nyújtott be többletforrásokat és a határidő meghosszabbítását kérve. A munkálatok 2017. júniusban 96%-os készültségi állapotban voltak.
A lakott területek elején és végén elhelyezett forgalomlassító szigetekkel kapcsolatban a közúti rendőrség már a tervezés során, 2010-ben jelezte aggályait, ennek ellenére ezek a tervezett formában épültek meg, 10 balesetet okozva 5 halálos áldozattal. 2014-ben a nemzeti közútkezelő elfogadta a rendőrség javaslatait a szigetek módosítására.